# (1849) Kresák
(1849) Kresák ist ein Asteroid des Hauptgürtels, der am 23. Januar 1942 vom deutschen Astronomen Karl Wilhelm Reinmuth in Heidelberg entdeckt wurde.
Der Asteroid ist dem slowakischen Astronomen Ľubor Kresák gewidmet.